# Mundochthonius alpinus
Espèce
Mundochthonius alpinus est une espèce de pseudoscorpions de la famille des Chthoniidae.

## Distribution
Cette espèce est endémique d'Autriche. Elle se rencontre vers Kraubath an der Mur en Styrie.

## Étymologie
Son nom d'espèce lui a été donné en référence au lieu de sa découverte, les Alpes.

## Publication originale
- Beier, 1947 : Neue Pseudoscorpione aus der Steiermark. Annalen des Naturhistorischen Museums in Wien, vol. 55, p. 253-263.